# Эдгар (король Англии)
Э́дгар Миролюбивый (англ. Edgar The Peaceable; 943 или 944, Уэссекс — 8 июля 975[…], Уинчестер) — король Англии в 959—975 годах из Уэссекской династии.
Христианский святой (день памяти — 8 (21) июля в Православной Церкви, 8 июля в Римо-Католической Церкви).

## Биография

### Правление
В 958 году знать Мерсии и Нортумбрии на тайном совете провозгласила Эдгара, младшего сына короля Эдмунда I и его первой жены Эльфгифу, королём территорий к северу от Темзы. Однако полновластным монархом он стал только в октябре 959 года, после смерти своего старшего брата, короля Эдвига.

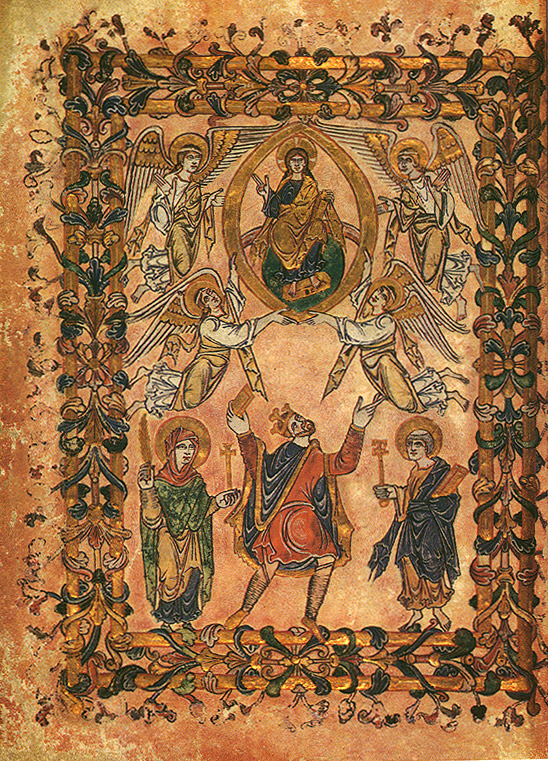
Король Эдгар в окружении Девы Марии и Святого Петра (New Minster Charter)

Вступив на престол, Эдгар призвал из изгнания Дунстана (впоследствии он был канонизирован) — влиятельного аббата, который во времена Эдмунда I обладал, вероятно, большей властью, чем сам король. Эдгар назначил Дунстана сначала епископом Вустера, затем Лондона и, наконец, в 961 году возвысил аббата до сана архиепископа Кентерберийского.
В исторических источниках того времени упоминается, что Дунстан не одобрял образ жизни молодого короля — Эдгар состоял в любовной связи с Вульфридой, монахиней из Уилтона, которая в 961 году родила ему дочь Эдиту — и отказывался его короновать. Но несмотря на разногласия Дунстан оставался ближайшим советником Эдгара на протяжении всего периода его царствования.
Эдгар избегал военных конфликтов, чем заслужил прозвище «Миролюбивый» (англ. Peaceable). В 970 году он уступил северную часть Нортумбрии шотландскому королю Кеннету II, что позволило на некоторое время снять напряжение между двумя враждующими народами.
11 мая 973 года в возрасте тридцати лет Эдгар был коронован в Батском аббатстве. В честь коронации были устроены роскошные празднества. На них присутствовали шестеро правителей других областей Британии, в том числе короли Шотландии и Стратклайда, которые поклялись быть верными вассалами Эдгара на воде и суше.
Король умер 8 июля 975 года в Уинчестере и был похоронен в Гластонберийском аббатстве.

### Браки и дети
- Этельфледа, жена[8]
  - Эдуард Мученик, преемник Эдгара на королевском престоле
- Эльфтрита, жена
  - Этельред II Неразумный
  - Эдмунд
- Вульфрида, любовница
  - Эдита[9]